# Научно-исследовательский институт природных, синтетических алмазов и инструмента (ВНИИАЛМАЗ)
Научно-исследовательский институт природных, синтетических алмазов и инструмента (ВНИИАЛМАЗ) — научно-исследовательский и проектно-экспериментальный институт, занимающийся исследованием, разработкой, производством и применением природных, синтетических алмазов и инструментов из них. В советский период институт был единственной в СССР организацией, которая производила исследования по применению алмазов в промышленности.
Институт специализируется на разработке и производстве как серийных, так и специальных алмазных инструментов, применяемых в различных отраслях промышленности, при обработке изделий из твёрдых сплавов, высокопрочных сталей, цветных металлов и сплавов из них, полупроводниковых материалов, чугунов, керамики, стекла, камня и многих других материалов.
Входит в холдинг АО "Станкопром" (Государственная корпорация "Ростех")
Институт является членом Московской торгово-промышленной палаты с 1987 года.

## Расположение
С 1947 г. по 1965 г. институт, его лаборатории и отделы располагались в различных частях Москвы и Подмосковья: ул. 25 Октября, Большой факельный пер., ул. Воровского, ул. Правды, ТЗАИ, Водники, Зюзино.
С 1965 г. институт находится в Москве, по адресу Улица Гиляровского, дом 65, строение 1, в здании, признанном объектом культурного наследия регионального значения "Дом дешевых квартир им. Г.Г. Солодовникова для одиноких, 1908 г., арх. М.М. Перетяткович, инж. Т.Я. Бардт"

## Название
В разное время институт носил следующие названия:
- 1947 г. — Всесоюзное бюро технической помощи по рациональному использованию алмазного инструмента и внедрению алмазозаменителей (ОРГАЛМАЗ)
- 1956 г. — Всесоюзная научно-исследовательская лаборатория алмазного инструмента и заменителей алмаза (ВНИЛАЛМАЗ)
- 1958 г. — Государственный научно-исследовательский и конструкторско-технологический институт природных алмазов и инструмента (НИИАЛМАЗ)
- 1966 г. — Всесоюзный научно-исследовательский, конструкторско-технологический институт природных алмазов и инструмента (ВНИИАЛМАЗ)
- 1987 г. — Научно-производственное объединение по природным и искусственным алмазам и алмазному инструменту (НПО ВНИИАЛМАЗ)
- 1995 г. — Федеральное государственное унитарное предприятие "Всесоюзный научно-исследовательский институт природных, синтетических алмазов и инструмента"  (ФГУП «ВНИИАЛМАЗ»)
- 2005 г. — Открытое акционерное общество "Научно-исследовательский институт природных, синтетических алмазов и инструмента" (ОАО "ВНИИАЛМАЗ")
- 2016 г. — Акционерное общество "Научно-исследовательский институт природных, синтетических алмазов и инструмента" (АО "ВНИИАЛМАЗ")

## История
История создания Научно-исследовательского института природных, синтетических алмазов и инструмента (ВНИИАЛМАЗ) берет своё начало в 1947 году. До пятидесятых годов в СССР алмазные инструменты широкого применения не находили.
Созданное в 1947 году Всесоюзное бюро технической помощи по рациональному использованию алмазного инструмента и внедрению алмазозаменителей (ОРГАЛМАЗ), стало первой и единственной в СССР организацией занимающейся изучением опыта внедрения алмазов в отрасли промышленности. В те годы алмазы применялись в основном для правки абразивных кругов и, частично, при точении. В связи с увеличением объема применяемых в промышленности алмазов и необходимостью их рационального использования в 1956 году ОРГАЛМАЗ был преобразован во Всесоюзную научно-исследовательскую лабораторию алмазного инструмента и заменителей алмаза (ВНИЛАЛМАЗ) для разработки инструментов с алмазным покрытием. Главной задачей лаборатории была разработка технологии изготовления алмазного инструмента и выявление его эксплуатационных характеристик.
В 1957 году в Якутии были открыты алмазные месторождения и алмазная обработка, на основе отечественных алмазов, стала повсеместно внедряться в отраслях народного хозяйства, преимущественно в машиностроении. Возникла необходимость в углублённом изучении природных свойств алмазов с целью совершенствования технологий производства алмазных инструментов и увеличения их эффективности при обработке металлических и неметаллических материалов. В связи с этим в 1958 году ВНИЛАЛМАЗ был преобразован в Государственный научно-исследовательский и конструкторско-технологический институт природных алмазов и инструмента (НИИАЛМАЗ). 
Перед НИИАЛМАЗ были поставлены следующие задачи: 
- разработка классификации алмазов, типажа алмазного инструмента и технологических процессов его производства;
- создание специализированной аппаратуры и оборудования.

Успешное решение этих задач предопределило развитие специализированного централизованного производства алмазного инструмента в СССР.
В 1960 году, учеными Академии наук СССР была решена проблема синтеза алмазов, что позволило с 1963 года начать промышленное производство синтетических алмазов в СССР.
В связи с этим НИИАЛМАЗ приступил к разработке:
- технических требований на синтетические алмазы;
- созданию новых видов алмазного инструмента и технологических процессов его производства;
- новых видов оборудования для производства алмазного инструмента;
- изысканию новых областей применения алмазной обработки.

В 1966 году НИИАЛМАЗ был преобразован во Всесоюзный научно-исследовательский и конструкторско-технологический институт природных алмазов и инструмента – ВНИИАЛМАЗ.
В период с 1965 по 1970 годы, началось бурное развитие промышленности в СССР. К началу семидесятых, по объему производства и применению алмазов в народном хозяйстве СССР вышла на одно из первых мест в мире. Производство алмазного инструмента было сосредоточено на нескольких крупных заводах. В течение всего периода деятельности ВНИИАЛМАЗа, на базе его разработок и под его контролем в СССР была создана мощная и высокоразвитая алмазная подотрасль, которая полностью обеспечивала потребность страны в алмазном инструменте.

Одной из важнейших задач, с которой успешно справился ВНИИАЛМАЗ при участии заводов алмазной подотрасли, явилось оснащение предприятий автопрома – ВАЗ (1969 г.), КАМАЗ (1972 г.), а также БУРМАШ отечественным алмазным инструментом, вытиснив импортный. В 1977 году группа сотрудников ВНИИАЛМАЗа была награждена Государственной премией за широкое внедрение алмазного инструмента в промышленность.
В 1980 году на институт были возложены функции головной организации по государственным испытаниям алмазного инструмента. Для выполнения этих задач институтом была создана и введена в действие новая система государственных испытаний алмазного инструмента.
В 1987 году удалось создать экспериментально-промышленный участок синтетических алмазов и расширить экспериментальную базу лабораторий института.
Активно продвигались работы по созданию высокопроизводительного алмазного инструмента для строительной индустрии. Этот инструмент применялся при сооружении таких монументальных сооружений, как: Кремлёвский Дворец Съездов, памятник Неизвестному солдату в Москве, Останкинская телебашня, здание СЭВ, Храм Христа Спасителя, станций московского метрополитена, монумент на Поклонной горе и многих других. 
Разработанный во ВНИИАЛМАЗ инструмент широко используется в городском хозяйстве Москвы - это строительство и ремонт дорог, резка и обработка стекла, сверление железобетонных конструкций, обработка кожи, заточка инструмента и т.д.
В начале этапа перестройки и в последующие годы ВНИИАЛМАЗ переживал трудный период, однако руководителям института удалось сохранить его как единое целое с развитой структурой научно-исследовательских подразделений.
В 1995 году, в результате реструктуризации промышленности, ВНИИАЛМАЗ приобрел статус Федерального государственного унитарного предприятия – ФГУП «ВНИИАЛМАЗ», основными работами которого стало продолжение следующих направлений:
- исследование, классификация и обработка природных и синтетических алмазов;
- разработка   новых   видов   синтетических   алмазов,   сверхтвердых   алмазосодержащих

композиционных материалов и инструментов на их основе;
- сертификационные испытания алмазных, абразивных инструментов и алмазных порошков;
- изготовление и  поставка партий синтетических  алмазов  и  алмазных инструментов:

серийных и специальных;
В 2005 году ФГУП «ВНИИАЛМАЗ» был преобразован в ОАО «ВНИИАЛМАЗ» с сохранением основных направлений деятельности.

## Деятельность института в настоящее время
В настоящее время АО «ВНИИАЛМАЗ» занимается исследованиями в области разработки прогрессивных технологий обработки природных и синтетических алмазов, создания синтетических алмазов и композиционных материалов на основе алмаза и кубического нитрида бора, изготовления широкой номенклатуры стандартного и специального алмазного инструмента.
В институте проводятся исследования по проблеме «сварки трением». Ведутся разработки технологий, оборудования и инструментов, позволяющих решать задачи обеспечения высоких прочностных свойств сварных соединений, снижения стоимости и энергопотребления процессов получения неразъемных соединений. Результатом работ в этом направлении являются полученные патенты и положительные отзывы со стороны заказчиков, решивших применить сварку трением в технологических процессах изготовления изделий и использовать её преимущества по сравнению с другими известными способами сварки.
В АО «ВНИИАЛМАЗ» создан и аккредитован испытательный центр алмазных порошков, алмазных, абразивных и дереворежущих инструментов. В центре проводятся испытания различной продукции для подтверждения её соответствия требованиям нормативных документов. Кроме того, выполняются сравнительные испытания продукции различных производителей для определения оптимальных поставщиков с позиций цена-качество.
Исследовательская, конструкторская и инновационная деятельность АО «ВНИИАЛМАЗ» направлена на создание и внедрение новых технологий обработки и инструмента из сверхтвердых материалов для замены низкопроизводительных процессов доводки и притирки, микрообработки, высокоскоростного фрезерования и твердого точения, высокоскоростного и глубинного шлифования, правки и других перспективных разработок.
Достижения института демонстрируются на выставках, отмечены наградами, среди которых золотые, серебряные, бронзовые медали. Институт оказывает квалифицированную помощь в подборе стандартного алмазного инструмента и режимов его эксплуатации, изготавливает с учётом требований заказчика специальный инструмент и алмазный инструмент нестандартных геометрических размеров и характеристик, проводит консультации специалистов по широкому кругу вопросов, связанных с технологиями современного машиностроительного производства, предоставляет научную и нормативно-техническую документацию.

### Направления научно-исследовательских и опытно-конструкторских работ института[4]
- Hазработка прогрессивных технологий изготовления алмазного инструмента для камнеобработки, строительной индустрии и машиностроения;
- Исследование, разработка и изготовление экспериментальных образцов алмазных инструментов с использованием электрохимических процессов и нетрадиционных технологий;
- Разработка правящих инструментов с повышенным показателем износостойкости. Исследование работоспособности правящих инструментов из синтетических алмазов нового поколения;
- Разработка новых связок, конструкций алмазных отрезных кругов для резки минералов, строительных материалов и изделий из стекла. Внедрение новых технологий изготовления инструмента;
- Исследование физико-механических свойств природных и синтетических алмазов, совершенствование технологии изготовления шлиф- и микропорошков, алмазных паст;
- Разработка новых композиционных материалов для бурового инструмента;
- Выбор оптимальных характеристик природных и синтетических алмазов; совершенствование технологии и методики изготовления алмазного однокристального инструмента;
- Отработка технологий обработки режущих вставок из пластин кубического нитрида бора (КНБ) для различных видов инструмента. Изучение эксплуатационных показателей новых инструментов;
- Разработка технологий создания керамических материалов и нанокерамики на основе КНБ для изготовления режущих инструментов и конструкционных материалов для термонагруженных деталей, применяемых в различных областях машиностроения.
- Разработка прогрессивных технологий обработки природных и синтетических алмазов, создания синтетических алмазов и композиционных материалов на основе алмаза и кубического нитрида бора, изготовления широкой номенклатуры стандартного и специального алмазного инструмента;
- Исследования по проблеме «Сварка трением»;
- Исследования по обработке различных труднообрабатываемых материалов, в том числе и по нанообработке.

### Продукция института[5]
Алмазные инструменты, выпускаемые в АО "ВНИИАЛМАЗ", соответствуют требованиям Технического регламента стран Евразийского экономического союза (Россия, Беларусь, Армения, Казахстан, Киргизия).
Исследования по разработке нового алмазного инструмента в институте направлены в последнее время на создание алмазных кругов для эффективной обработки неметаллических материалов. Разработан ряд органических и металлических связок. Алмазные круги различной зернистости на их основе изготавливаются и поставляются предприятиям-потребителям.
Например, для шлифования изделий из кремния рекомендуется использовать алмазные круги на связке B3-16, изделий из диоксида урана - круги на связках B2-14 и B2-15, а изделий из карбида кремния - круги на связках B1-01M и B-GOM.
Стабильное качество алмазного инструмента до полного износа обеспечивается надёжным скоростным приготовлением алмазосодержащей композиции в специальном смесителе, исключающем дробление компонентов и обеспечивающем равномерное распределение их в шихте, в том числе содержащей микропорошки. Отработана конструкция алмазных кругов, у которых может быть увеличена толщина алмазоносного слоя (например, для кругов прямого профиkя - 10 мм вместо 3-х или 5 мм), что соответственно повышает износостойкость инструментов, экономит алюминиевый сплав, применяемый для изготовления корпусов кругов, уменьшает число переналадок оборудования, связанных с заменой износившихся кругов. 
Список выпускаемой продукции:
- алмазные шлифовальные и полировальные круги;
- алмазный инструмент для правки и механической обработки шлифовальных кругов;
- алмазные ленты и шкурки на эластичной основе;
- алмазный инструмент для обработки стекла;
- алмазный инструмент для точения, выглаживания, волочения проволоки и контрольно-измерительных приборов;
- алмазные отрезные круги для резки неметаллических материалов;
- алмазный инструмент для камнеобработки и стройиндустрии;
- алмазный гальванический инструмент;
- микропорошки природных и синтетических алмазов;
- алмазные пасты и суспензии различных характеристик;
- сверхтвердые композиционные режущие материалы;
- инструмент для "сварки трением"

## Основные руководители института
- 1947 - 1953 гг. — Орлов Николай Павлович
- 1957 - 1959 гг. — Мокиенко Владимир Николаевич
- 1960 - 1962 гг. — Петросян Левон Керакосович
- 1963 - 1972 гг. — Зубков Владимир Михайлович
- 1973 - 1985 гг. — Романов Владимир Федорович
- 1985 - 2002 гг. — Колчеманов Николай Александрович
- 2002 - 2005 гг. — Лукьянычев Сергей Юрьевич
- 2005 - 2008 гг. — Колчеманов Дмитрий Николаевич
- 2008 - 2017 гг. — Дудаков Валерий Борисович
- 2017 - 2018 гг. — Агурин Александр Леонидович
- 2018 - 2020 гг. — Якунин Николай Иванович
- 2020 - 2020 гг. — Кукушкин Валерий Алексеевич
- 2020 - 2022 гг. — Ягудаев Юрий Вячеславович
- 2022 -2022 гг. — Соловьев Николай Александрович
- 2022 - 2022 гг. — Шейн Максим Геннадьевич
- 2022 - 2024 г.г. — Калужский Михаил Юрьевич
- 2024 г. - по настоящее время — Фисенко Вадим Петрович

## Лаборатории
Лаборатория № 1 (заведующий Ножкина А.В.)
Исследования алмазов и синтеза стерхтвёрдых материалов
Лаборатория № 2
Оценки соответствия изделий из стерхтвёрдых материалов
Лаборатория № 3
Алмазных инструментов на металлический связках
Лаборатория № 4
Алмазных инструментов на органических и гибридных связках
Лаборатория № 5
Сварки трением с перемешиванием
Лаборатория № 6
Опытного производства
Лаборатория № 7
Новых материалов
Лаборатория № 8
Однокристального правящего, камнеобрабатывающего и бурового инструментов

## Изобретения
Список некоторых изобретений института за последние годы:
- Способ изготовления алмазного инструмента
- Алмазное сверло
- Алмазный инструмент для правки шлифовальных кругов
- Способ изготовления алмазных режущих элементов
- Алмазный инструмент для правки шлифовальных кругов
- Способ сварки трением с перемешиванием
- Способ изготовления алмазного правящего инструмента
- Устройство для орбитальной сварки трением
- Способ синтеза алмазов, алмазных поликристаллов
- Импрегнированная алмазная буровая коронка
- Расширитель для алмазной буровой коронки
- Способ получения графена
- Масса с полимерным связующим для изготовления алмазного инструмента для работы с наложением электрического тока и в обычном режиме
- Алмазный инструмент на теплопроводной металлической связке
- Алмазный инструмент на металлической связке для обработки твердых материалов
- Способ восстановления изношенных деталей с поверхностью, шаржированной алмазными порошками
- Способ нанесения графенового покрытия на металлические порошки
- Способ изготовления теплопроводного композиционного материала из порошков алюминия или его сплава с графеновым покрытием
- и другие

## Учёные, связанные с институтом
Институт известен в профессиональных кругах своими блестящими учёными-теоретиками и инженерами-практиками, такими как: Петросян Л.К., Зубков В.М., Романов В.Ф., Копп Б.Ю., Иоффе М.М., Головань А.Я., Безруков Г.Н., Бейлинсон С.Л., Шкловский А.Г., Сторчак Г.А., Кохан Р.Ф., Колчеманов Н.А., Сире Ю.С., Машинистов В.М., Горбунов А.Е., Андропов Ю.И., Колесов М.Е., Курочкин А.П., Клюев Ю.А., Бейлина Л.В., Злочевский Г.Д., Кангун В.Р., Бойцов А.Г., Ножкина А.В., Морговский М.Е., Журавлёв В.В., Иванишин В.И.